# Posto telefonico pubblico
Un Posto Telefonico Pubblico (PTP) è stato un luogo in cui chiunque poteva effettuare chiamate telefoniche a pagamento, ubicato in esercizi commerciali come bar, ristoranti o altri luoghi pubblici, o molte volte creato appositamente per questo scopo dalle concessionarie telefoniche. Costituiva un servizio pubblico essenziale, soprattutto quando la telefonia fissa non era ancora diffusa nelle case private e i telefoni cellulari non erano ancora stati inventati. Ogni PTP era dotato degli elenchi telefonici di tutta Italia, in maniera tale da poter ricercare un numero telefonico presente in ogni distretto telefonico di tutto il territorio nazionale.
Un PTP era identificato da un'insegna metallica di colore giallo, facilmente visibile all'estero dell'edificio, su cui compariva il pittogramma di un disco selezionatore con disegnato al centro un telefono a cornetta. Lo stesso simbolo verrà successivamente utilizzato, a partire dagli anni '50, anche sulle cabine telefoniche che cominciano ad essere installate per le strade e nelle piazze di tutto il Paese.

## Storia
Il servizio del Posto Telefonico Pubblico fece la sua comparsa in Italia insieme alla nascita delle prime reti telefoniche. Il servizio ben presto ebbe uno sviluppo continuo, vista la lenta e difficile diffusione del telefono nelle case degli italiani.  
Nel 1925 il servizio telefonico nazionale venne affidato a cinque concessionarie pubbliche: Stipel, Telve, Timo, Teti e Set. Le concessionarie ampliarono e riorganizzarono la presenza dei Ptp sul territorio nazionale, al fine di garantire il servizio telefonico al maggior numero possibile di cittadini, parallelamente alla diffusione delle linee private. Furono quindi aperti dei nuovi PTP in moltissimi comuni, anche nei luoghi di villeggiatura. I locali vennero ristrutturati in modo tale da risultare decorosi e con strutture in grado di assicurare maggiore privacy durante le telefonate,  utilizzando per questo delle cabine singole. A partire dagli anni '50 si cominciarono ad installare le cabine telefoniche pubbliche nelle strade di tutta Italia. Nel 1964, al momento della nascita della Sip, che unificava tutte e cinque le concessionarie preesistenti, i PTP passarono sotto il controllo di questa compagnia.
Fino ai primi anni 2000, in un epoca pre-internet, ogni Comune d'Italia aveva uno o più PTP accessibili ai cittadini. Gli elenchi telefonici cartacei, distribuiti a tutti gli abbonati telefonici, riportavano denominazione e indirizzo di tutti i PTP presenti nel territorio di loro competenza e in ogni PTP erano disponibili alla consultazione tutte le varie edizioni locali degli elenchi telefonici stampati in Italia. Negli anni tuttavia sia con l'aumentare delle linee telefoniche private, fisse e soprattutto poi mobili, i PTP persero via via di importanza fino a scomparire del tutto.
1. ↑   Dati da Archivio storico Tim, su archiviostorico.gruppotim.it.
2. ↑   Archivio storico Tim, su archiviostorico.gruppotim.it.